# ドレージ

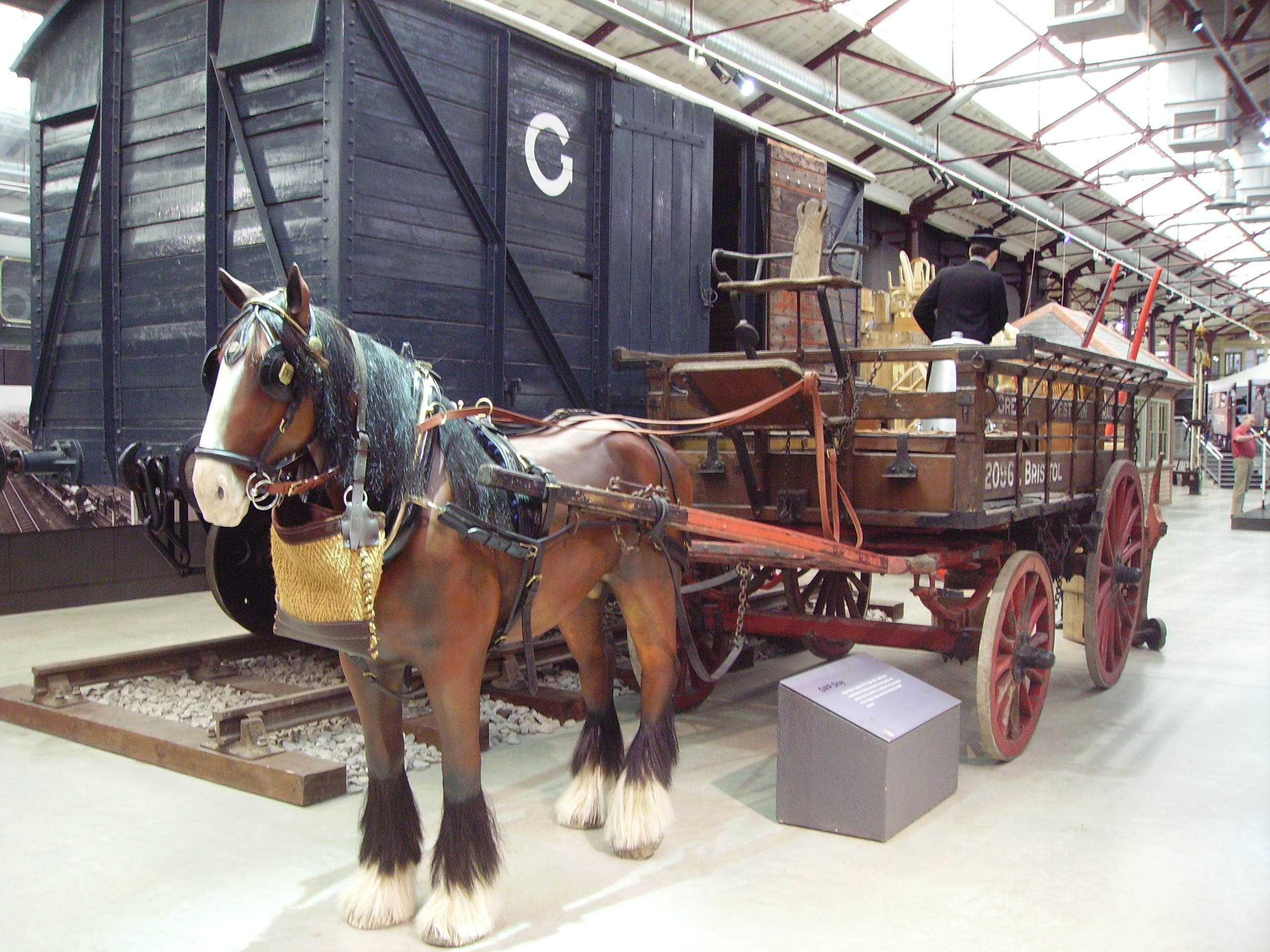
貨車から荷馬車への積み替え（英国スウィンドン蒸気博物館）

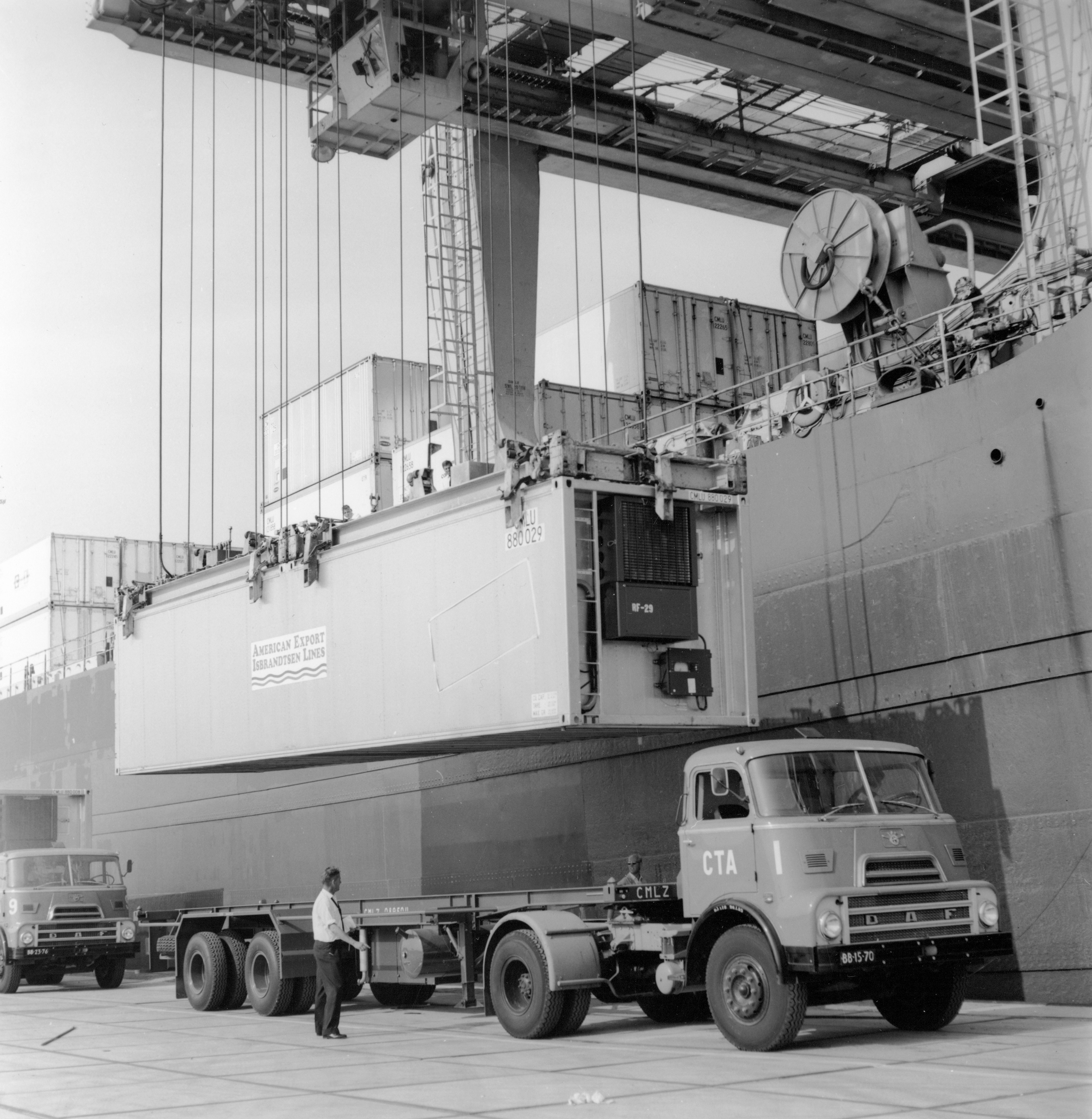
コンテナ船からドレージ車への積み替え

ドレージ（英: Drayage）とは、輸送コンテナをトラックで最終目的地まで輸送すること。ドレージは、他の輸送手段との間で貨物を移動する際の重要な要素である。ドレージという用語は、そのような輸送サービスに対して支払われる料金としての意味にも使われる。
この用語は元々「側面のない荷車で運ぶこと」、つまりドレー（Dray; 荷車）を意味していた。このような荷車は、馬車によって引かれ、馬の物理的条件によって制限された短距離範囲での商品輸送に使用された。ドレージ運送は一般に港湾で行われ、運河や鉄道ターミナルにまで広がっていった。時代を経て、馬車は牽引自動車に取って代わられた。

## コンテナシャーシ
コンテナシャーシ（container chassis）は、インターモーダル・シャーシ（intermodal chassis）またはスケルトン・トレーラー（skeletal trailer）、日本では俗にホネ（骨）とも呼ばれ、インターモーダルコンテナを安全に運ぶように設計されたセミトレーラーの一種。シャーシは、湾口、鉄道操車場、コンテナヤード、荷主施設間でコンテナを配送するためにトラック運転手によって使用されており、複合輸送サプライチェーンの重要な部分である。
シャーシはトレーラーヘッドの第五輪を使って連結する。ヘッドから切り離す時には、シャーシの着陸装置をクランクダウンして駐車することができる。
車体の各ユニットを追跡するために、通常はシャーシに識別番号が刻印されている。ISO 6346によれば、シャーシには報告記号の末尾に「Z」の文字が必要である。たとえば「ABCZ-1234567」は、その機器がABC社の車体のシャーシ、具体的には番号1234567 であることを意味する。

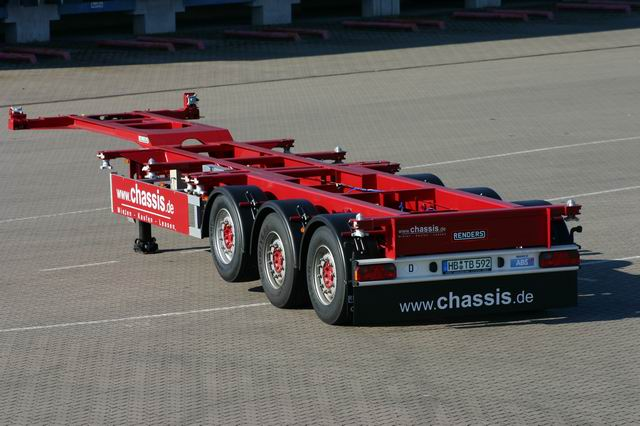
40ft コンテナシャーシ
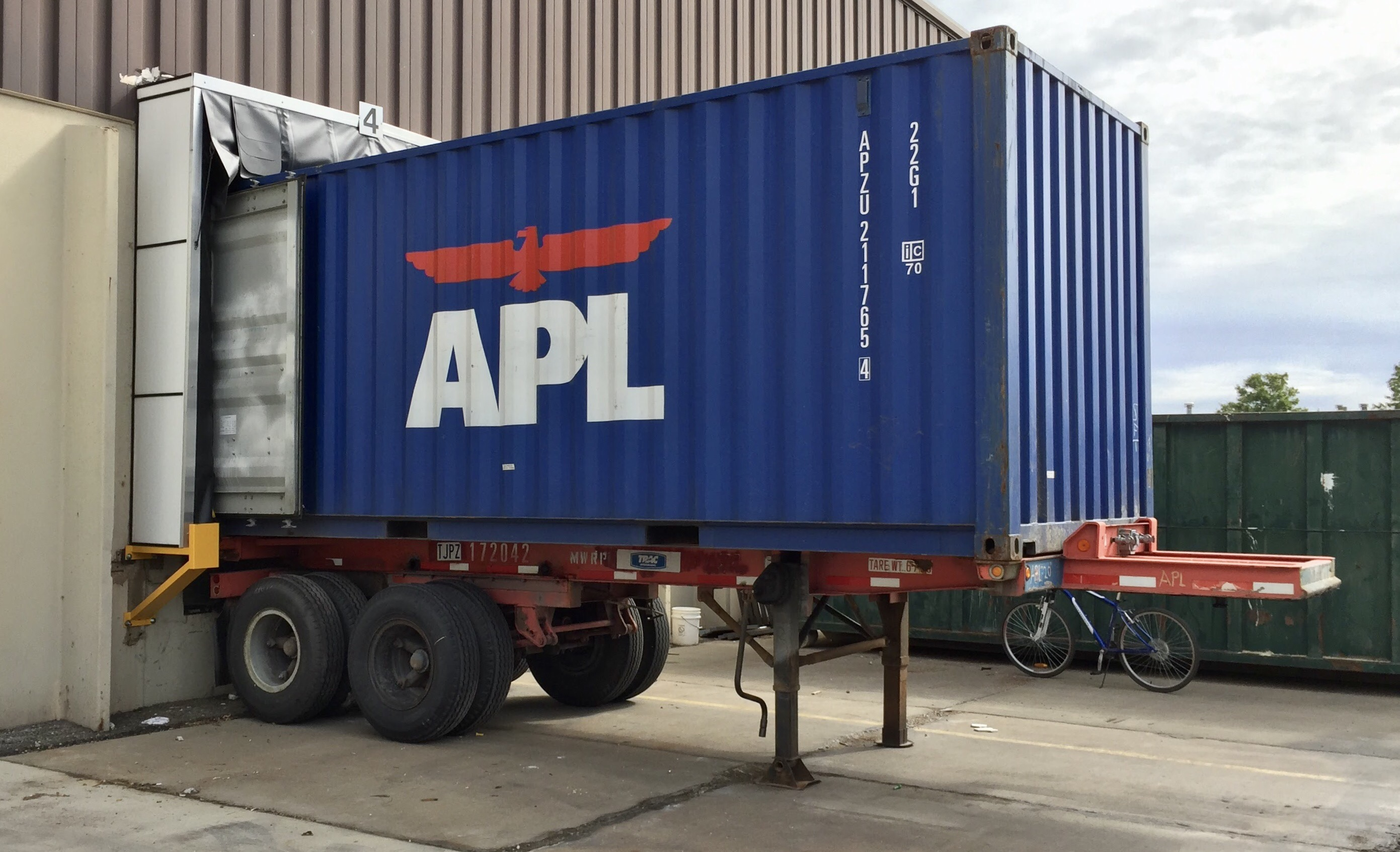
コンテナの乗ったシャーシ
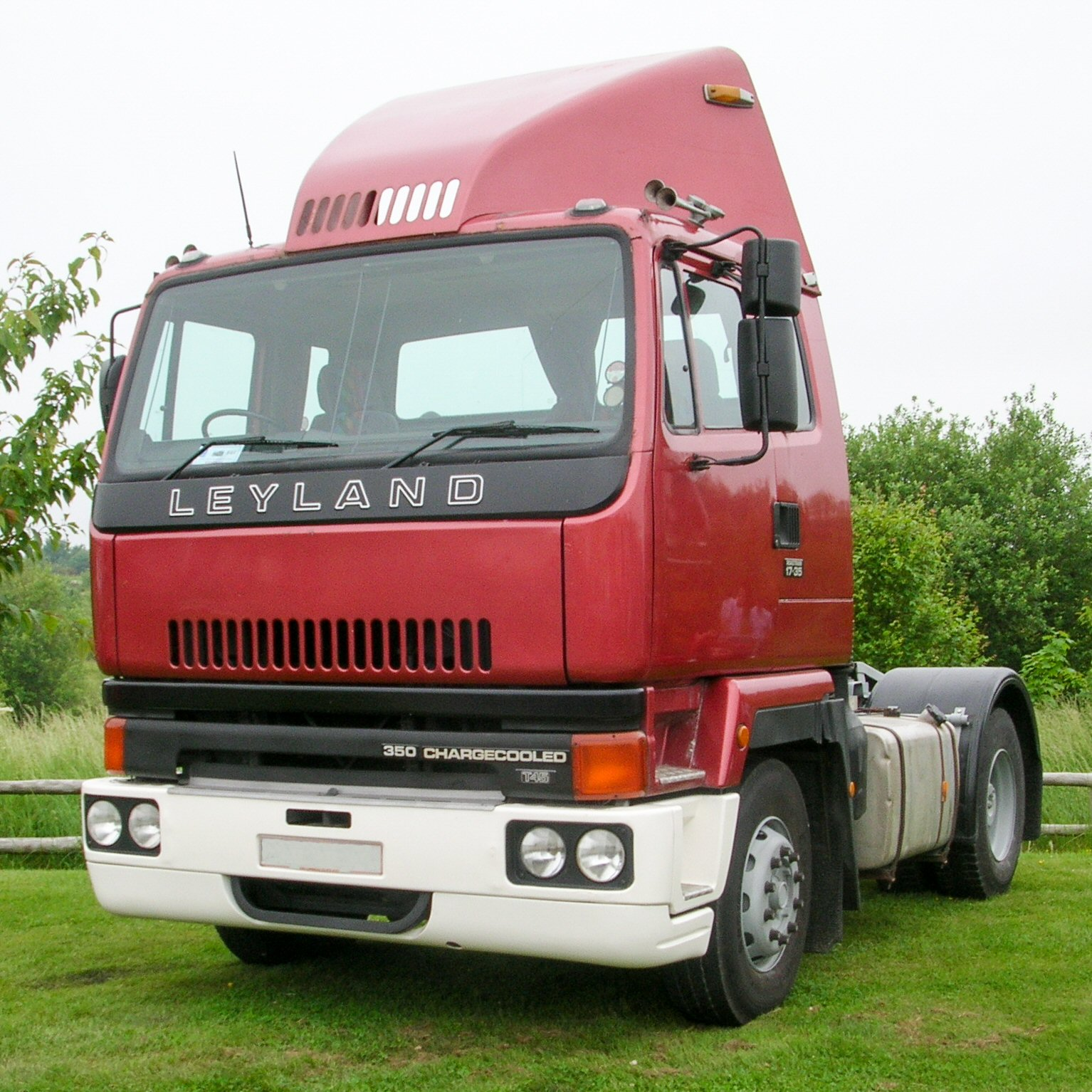
ホネから切り離されたトレーラーヘッド（通称アタマ）
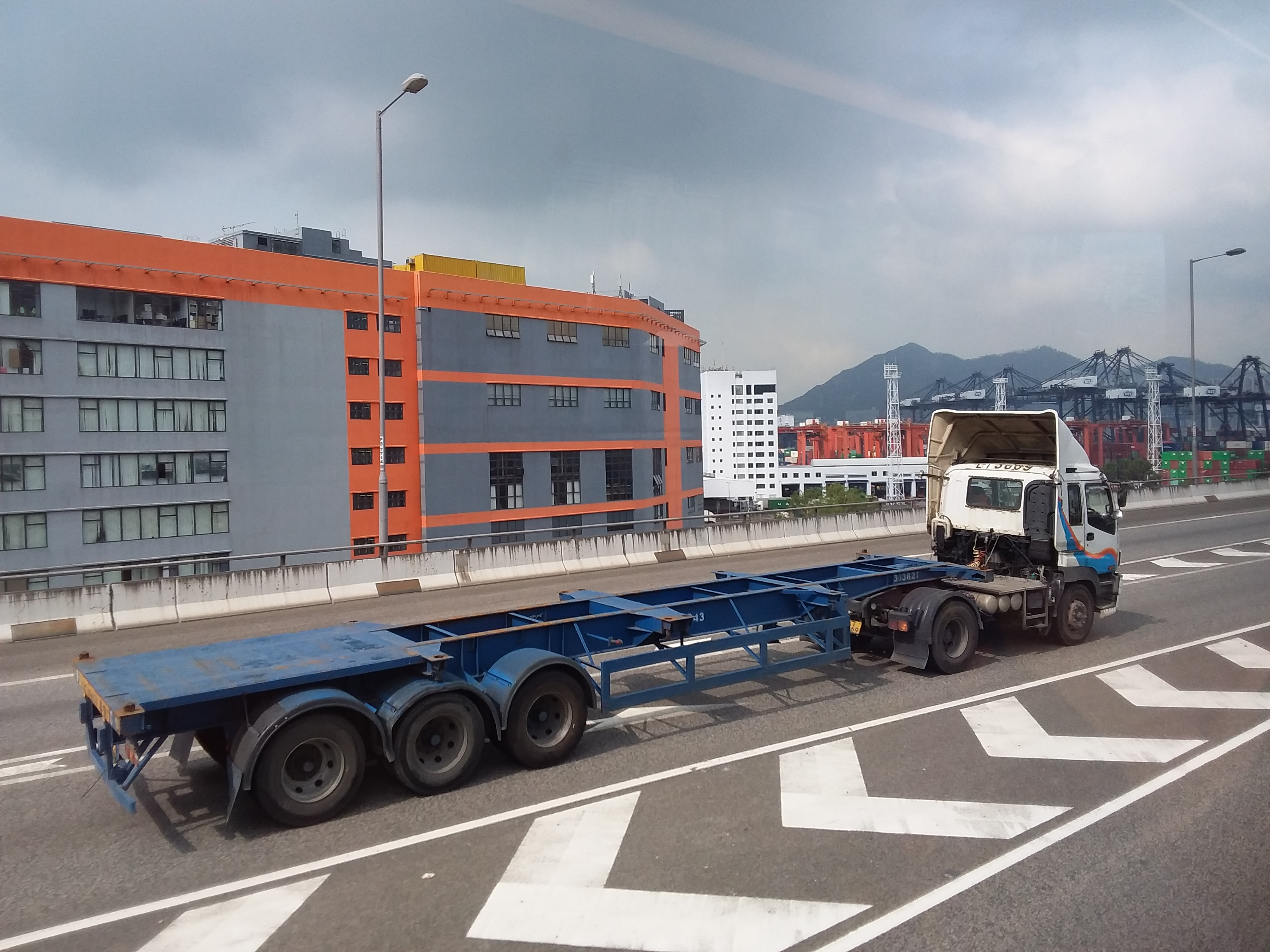
裸のシャーシを引くトラック
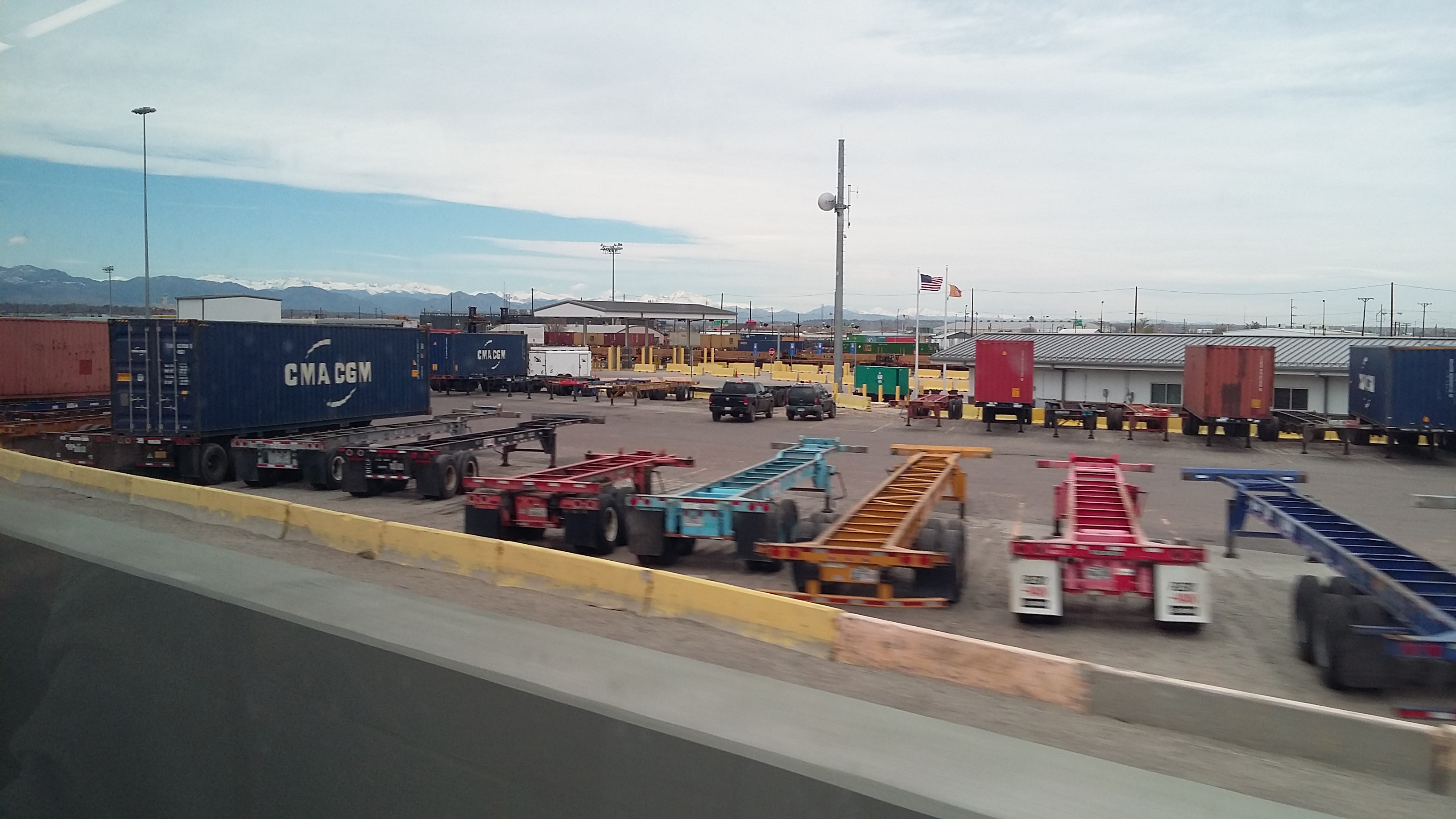
空シャーシのストックプール
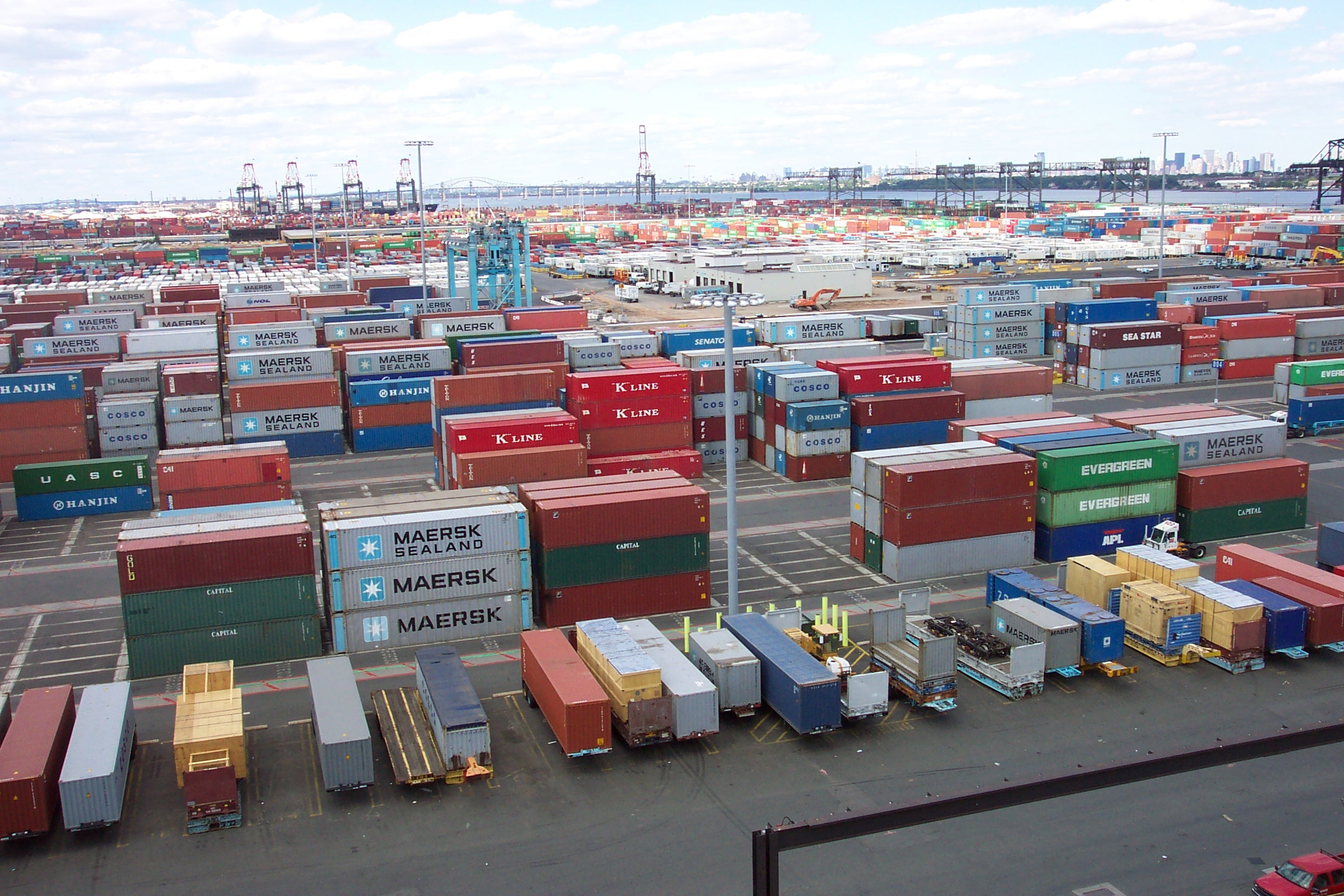
港湾における海上コンテナ。手前のコンテナはシャーシに載せられている。

## ドレージ費用
ドレージ費用については、日本では国土交通省が「一般貨物自動車運送事業に係る標準的な運賃」として定価タリフを定めてる。実際には発注者によってディスカウント率（料率）に基づいた価格になる。